# Olibrus turcicus
Olibrus turcicus là một loài bọ cánh cứng trong họ Phalacridae. Loài này được èvec & Ponel miêu tả khoa học năm 1999.